# مطار قويلين يانغ جيانغ الدولي
مطار قويلين يانغ جيانغ الدولي (بالإنجليزية: Guilin Liangjiang International Airport) (إياتا: KWL، إيكاو: ZGKL) يقع في مدينة قويلين في جمهورية الصين الشعبية. تقع في ليانغجيانغ، على بعد حوالي 28 كم (17 ميل) جنوب غرب وسط المدينة.
كان مطار قويلين ليانغجيانغ الدولي في عام 2014 هو المطار رقم 33 الأكثر ازدحامًا في الصين بخدمته 5,875,327 مسافرًا. يسافر 4 ملايين من مطار ليانغجيانغ سنويًا، إلى واحدة من 48 وجهة محلية ودولية بدون توقف.
صنف مطار قويلين يانغ جيانغ الدولي في المرتبة الثلاثون في الصين من حيث عدد الركاب عام 2011 وفقًا لإدارة الطيران المدني في الصين، حيث تعامل مع 5,489,481 راكب، وبلغ إجمالي حركة الطائرات (القادمة والمغادرة) 47,431 طائرة وقد بلغت كمية البضائع المنقولة عبر المطار 33,614 طن.

## شركات الطيران والوجهات

طائرة بوينج 737-800 تابعة لخطوط جنوب الصين الجوية في المطار.

| شركـات طيـران            | الوجهات |
| ------------------------ | --- |
| طيران آسيا               | مطار كوالالمبور الدولي |
| Air Chang'an             | مطار جييانغ شاوشان، مطار شيجياتشوانغ تشنغدينغ الدولي، مطار شيان شيانيانغ الدولي، مطار نانيانغ يانتشنغ |
| طيران الصين              | مطار بكين العاصمة الدولي، مطار بكين داشينغ الدولي، مطار تشنغدو تيانفو الدولي، مطار هانغتشو شياوشان الدولي، مطار شانغهاي بودنغ الدولي، مطار تيانجين الدولي، مطار شيان شيانيانغ الدولي |
| Air Guilin               | مطار داليان الدولي، مطار داتونغ يونغانغ، مطار هايكو ميلان الدولي، مطار هاربين الدولي، مطار هوانغشان تونشي الدولي، مطار جينان الدولي، مطار غينغادو جياودونغ الدولي، مطار شنيانغ الدولي، مطار تانغشان سانوهي، Wuhu مطار شينينغ الدولي، مطار شيشوانغباننا غاسا، مطار سوزهو جوانين، مطار يانتاي بينجلاي الدولي، مطار ييتشانغ سانشيا، مطار تشنغتشو الدولي                                                                                            |
| Air Travel ‏              | مطار تشانغتشي وانغشون، مطار شنيانغ الدولي |
| خطوط آسيانا الجوية       | مطار إنتشون الدولي |
| خطوط العاصمة بكين الجوية | مطار هايكو ميلان الدولي، مطار هانغتشو شياوشان الدولي، مطار ليني شوبولينغ، مطار نانجينغ الدولي، مطار تاييوان وسو الدولي، مطار شيان شيانيانغ الدولي |
| خطوط شرق الصين الجوية    | مطار أنقينج تيانزهوشان، مطار تشانغتشون الدولي، مطار حيفي شينكياو الدولي، مطار جييانغ شاوشان، مطار كونمينغ جانغشوي الدولي، مطار نينغبو ليش الدولي، مطار سانيا فينيكس الدولي، مطار شانغهاي هونغكياو الدولي، مطار شيان شيانيانغ الدولي، مطار يبين واليانجي |
| طيران الصين اكسبرس       | مطار تشونغتشينغ جيانغبى الدولي، مطار قوييانغ لونغدونغابو الدولي، مطار ليبو |
| خطوط جنوب الصين الجوية   | مطار بكين داشينغ الدولي، مطار هاربين الدولي، مطار جييانغ شاوشان، مطار نانجينغ الدولي، مطار نانينغ الدولي، مطار شنيانغ الدولي |
| China United Airlines    | مطار فويانغ شيغوان، مطار نانيانغ جيانغ يينغ، مطار اوردوس إيجين هورو، مطار شيهيان ودانغشان |
| Dalian Airlines          | مطار داليان الدولي، مطار تشنغتشو الدولي |
| Donghai Airlines         | مطار نانينغ الدولي |
| إيفا للطيران             | مطار تايوان تاويوان الدولي |
| Fuzhou Airlines          | مطار فوتشو تشانغله الدولي، مطار هاربين الدولي، مطار لويانغ الدولي |
| Grand China Air          | مطار بكين العاصمة الدولي |
| طيران جي إكس             | مطار يايسي باما، مطار هايكو ميلان الدولي |
| خطوط هاينان الجوية       | مطار داليان الدولي، مطار هايكو ميلان الدولي، مطار هانغتشو شياوشان الدولي، مطار جينان الدولي، مطار لانتشو تشونغ تشوان، مطار سانيا فينيكس الدولي، مطار تاييوان وسو الدولي، مطار شيان شيانيانغ الدولي، مطار تشنغتشو الدولي |
| Hebei Airlines           | مطار شيجياتشوانغ تشنغدينغ الدولي |
| خطوط جونياو الجوية       | مطار نانجينغ الدولي، مطار شانغهاي هونغكياو الدولي، مطار شانغهاي بودنغ الدولي، مطار سنن شوفانغ الدولي |
| خطوط طيران أوكاي         | مطار نانجينغ الدولي، مطار تيانجين الدولي، مطار شيان شيانيانغ الدولي |
| OTT Airlines             | مطار فوتشنغ بيهاي، مطار نانتشانغ تشانغبى الدولي |
| Qingdao Airlines         | مطار قيانجيانغ والينغشان، مطار جينجيانغ تشيوانتشو |
| خطوط شاندونغ الجوية      | مطار بكين العاصمة الدولي، مطار تشنغدو شوانغليو الدولي، مطار فوتشو تشانغله الدولي، مطار هانغتشو شياوشان الدولي، مطار جينان الدولي، مطار لانتشو تشونغ تشوان، مطار ميانيانغ نانيجو، مطار نانجينغ الدولي، مطار نانيانغ جيانغ يينغ، مطار غينغادو جياودونغ الدولي، مطار شيهيان ودانغشان، مطار تونغرين فينغوانغ، مطار وانتشو وتشياو، مطار ونزهو يونجقيانج الدولي، مطار يشان، مطار شيامن قاوتشي الدولي، مطار يانتاي بينجلاي الدولي، مطار تشنغتشو الدولي |
| خطوط شانغهاي الجوية      | مطار تشانغتشون الدولي، مطار شانغهاي بودنغ الدولي، مطار ونزهو يونجقيانج الدولي، مطار تشنغتشو الدولي |
| خطوط شينزين الجوية       | مطار نانتونغ شينغ دونغ، مطار شنيانغ الدولي، مطار تشنغتشو الدولي، مطار يونتشنغ قوانقونغ |
| خطوط سيتشوان الجوية      | مطار تشنغدو تيانفو الدولي، مطار تشونغتشينغ جيانغبى الدولي، مطار هاربين الدولي، مطار لونغيان غوانزهيشان، مطار نينغبو ليش الدولي، مطار سانيا فينيكس الدولي، مطار ونزهو يونجقيانج الدولي، مطار ينتشوان خه دونغ |
| سبرينغ (شركة طيران)      | مطار جييانغ شاوشان، مطار نانتشانغ تشانغبى الدولي، مطار شيجياتشوانغ تشنغدينغ الدولي، مطار يانغزهو تايزهو |
| خطوط سوبارنا الجوية      | مطار جينان الدولي، مطار شانغهاي بودنغ الدولي |
| خطوط تيانجين الجوية      | مطار تيانجين الدولي، مطار شيان شيانيانغ الدولي |
| West Air ‏                | مطار تشونغتشينغ جيانغبى الدولي موسمي: مطار تشنغتشو الدولي |
| خطوط زيامن الجوية        | مطار فوتشو تشانغله الدولي، مطار هانغتشو شياوشان الدولي، مطار ساني ليجيانغ، مطار لوئهو يونلونغ، مطار جينجيانغ تشيوانتشو، مطار تيانجين الدولي، مطار شيامن قاوتشي الدولي |